# Graniczna Placówka Kontrolna Skandawa
Graniczna Placówka Kontrolna Korsze/Skandawa:
1. pododdział Wojsk Ochrony Pogranicza pełniący służbę na przejściu granicznym z ZSRR Skandawa-Żeleznodorożnyj.
2. graniczna jednostka organizacyjna polskiej straży granicznej pełniący służbę na przejściu granicznym i realizująca zadania w ochronie granicy państwowej.

## Formowanie i zmiany organizacyjne
PPK Korsze sformowany został w 1946 według etatu nr 7/12 kategorii C kolejowy.
W 1948 placówka została przeformowana na etat 7/53 i przemianowana na Graniczną Placówkę Kontrolną Ochrony Pogranicza Korsze.
W 1948 pododdział przekazany został do  Ministerstwa Bezpieczeństwa Publicznego.
W 1950 rozformowana. Faktycznie w czerwcu 1949 GPK nr 27 przeniesiono z Korsz do Skandawy
Jesienią 1965 placówka weszła w podporządkowanie Komendy wojewódzkiej Milicji Obywatelskiej.
W 1976 rozformowano 19 Kętrzyński Oddział WOP. Placówkę podporządkowano Kaszubskiej Brygadzie WOP.
Po rozwiązaniu w 1991 Wojsk Ochrony Pogranicza, utworzona Graniczna placówka Kontrolna w Skandawie weszła w podporządkowanie Warmińsko-Mazurskiego Oddziału Straży Granicznej.
Z dniem 1.12.1999 rozformowano Graniczną Placówkę Kontrolną Skandawa, a kolejowe przejście graniczne Skandawa-Żeleznodorożnyj zostało włączone w strukturę GPK SG w Bezledach. Ze względów organizacyjnych i ekonomicznych kontrolerzy wyznaczeni do służby w Skandawie stawiali się na odprawę do strażnicy SG w Barcianach, która przejęła planowanie i organizowanie służb. Kolejowe przejście graniczne pozostawało w jurysdykcji PSG W Bezledach do 31.08.2007, a następnie podporządkowano pod PSG w Barcianach.

## Dowódcy/komendanci placówki
- por. Jan Choniak (był 10.1946)[e].
- por. Tadeusz Figiel (był w 1951)[7]
- por. Henryk Szemis[7]
- kpt. Konrad Matelski[7]
- kpt. Dzitkowski[7]
- kpt. Mieczysław Żurawa[7]
- kpt. SG Zbigniew Kleban (10.05.1991-31.10.1995)
- mjr SG Marek Szadziewski (1.11.1995-30.11.1999)